# Guy Stas
Guy Stas (16 juni 1943) is een Belgische voormalige atleet, die gespecialiseerd was in de sprint. Hij werd driemaal Belgisch kampioen.

## Biografie
Stas werd in 1968 Belgisch kampioen op de 200 m. In 1980 evenaarde hij met 10,4 s het Belgisch record op de 100 m.  In 1973 haalde hij de Belgische titel op de 100 en 200 m.
Stas was aangesloten bij FC Luik.

## Belgische kampioenschappen
| Onderdeel | Jaar       |
| --------- | ---------- |
| 100 m     | 1973       |
| 200 m     | 1968, 1973 |

## Persoonlijke records
| Onderdeel | Prestatie      | Datum       | Plaats |
| --------- | -------------- | ----------- | ------ |
| 100 m     | 10,4 s (ex-NR) | 31 mei 1970 | Luik   |
| 200 m     | 21,5 s         |             |        |

## Palmares

### 100 m
- 1971:  BK AC - 10,6 s
- 1972:  BK AC - 10,6 s
- 1973:  BK AC - 10,7 s
- 1976:  BK AC - 10,90 s

### 200 m
- 1968:  BK AC - 22,0 s
- 1969:  BK AC - 21,7 s
- 1971:  BK AC - 21,9 s
- 1971:  BK AC - 21,8 s
- 1973:  BK AC - 21,6 s